# Paul Baloff
Paul Baloff (ur. 25 kwietnia 1960  – zm. 2 lutego 2002 roku) – amerykański wokalista. Były członek zespołu Exodus. Śpiewał w nim w latach 1981–1986, 1993 i 1997–2002.
Baloff zmarł w wyniku udaru mózgu 2 lutego 2002 roku.

## Dyskografia
Exodus
- 1982 Demo (1982)
- Bonded by Blood (1985)
- Lessons in Violence (1992)
- Another Lesson in Violence (1997)